# Орден Бертольда I
Орден Бертольда I (нем. Orden Berthold des Ersten) — награда Великого герцогства Баден.

## История
Учреждён 29 апреля 1877 года великим герцогом Баденским Фридрихом I в качестве особого высшего класса ордена Церингенского льва. 9 сентября 1896 года отделён от ордена Церингенского льва и стал самостоятельным орденом. По новому статут орден Бертольда I был разделён на 4 степени и предназначался в награду за верную службу и в качестве знака особого признания.

## Знаки ордена
Крест ордена — золотой мальтийский крест белой эмали с узким ободким белой эмали и золотыми шариками на концах. В углах креста золотые дворянские короны. В центре лицевой стороны креста золотой круглый медальон красной эмали с узким золотым ободком. В центре медальона золотой вензель великого герцога Фридриха I (переплетённые литеры FWL под короной). На оборотной стороне креста в медальоне золотая корона. Крест подвешен к золотой короне, которая через кольцо крепится к орденской ленте. При награждении за военные заслуги добавляются два скрещенных золотых меча, проходящих через центр креста, остриём вверх.
Звезда Большого креста — серебряная восьмиконечная. В центре звезды золотой круглый медальон красной эмали с широким ободком белой эмали. В центре медальона золотой скачущий влево на коне рыцарь. На ободке девиз ордена GERECHTIGKEIT IST MACHT (В справедливости сила) золотом и внизу шестиконечная звёздочка. При награждении за военные заслуги добавляются два скрещенных золотых меча, проходящих через центр звезды, остриём вверх.
Звезда командора 1 класса — серебряная четырехконечная. В центре звезды золотой круглый медальон красной эмали с широким ободком белой эмали. В центре медальона золотой скачущий влево на коне рыцарь. На ободке девиз ордена GERECHTIGKEIT IST MACHT (В справедливости сила) золотом и внизу шестиконечная звёздочка. При награждении за военные заслуги добавляются два скрещенных золотых меча, проходящих через центр звезды, остриём вверх.
Лента ордена шёлковая муаровая красного цвета с золотыми полосками вдоль краёв.
Цепь ордена из чередующихся золотых ажурных медальонов красной эмали, соединённых золотыми цепочками: 7 овальных медальонов с золотой короной в центре и 7 круглых медальонов со скачущим рыцарем. Между медальонами — заключённые в золото большие жемчужины.

## Степени ордена
- Большой крест — крест на широкой ленте через правое плечо и звезда на левой стороне груди
- Командор 1-го класса — крест на узкой ленте на шее и звезда на левой стороне груди
- Командор 2-го класса — крест на узкой ленте на шее
- Кавалер — крест на узкой ленте на левой стороне груди

## Иллюстрации

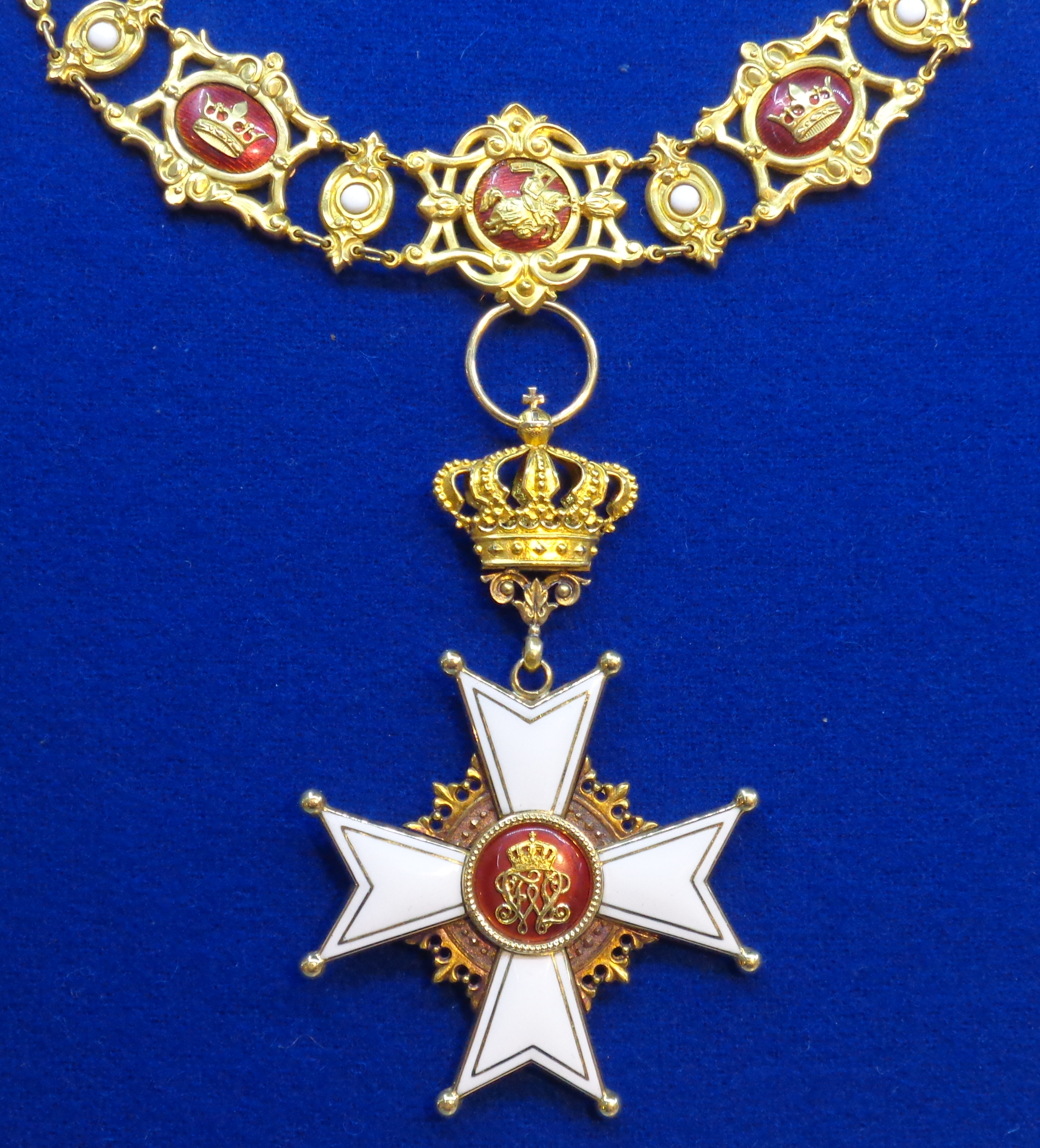
Знак Большого креста на цепи
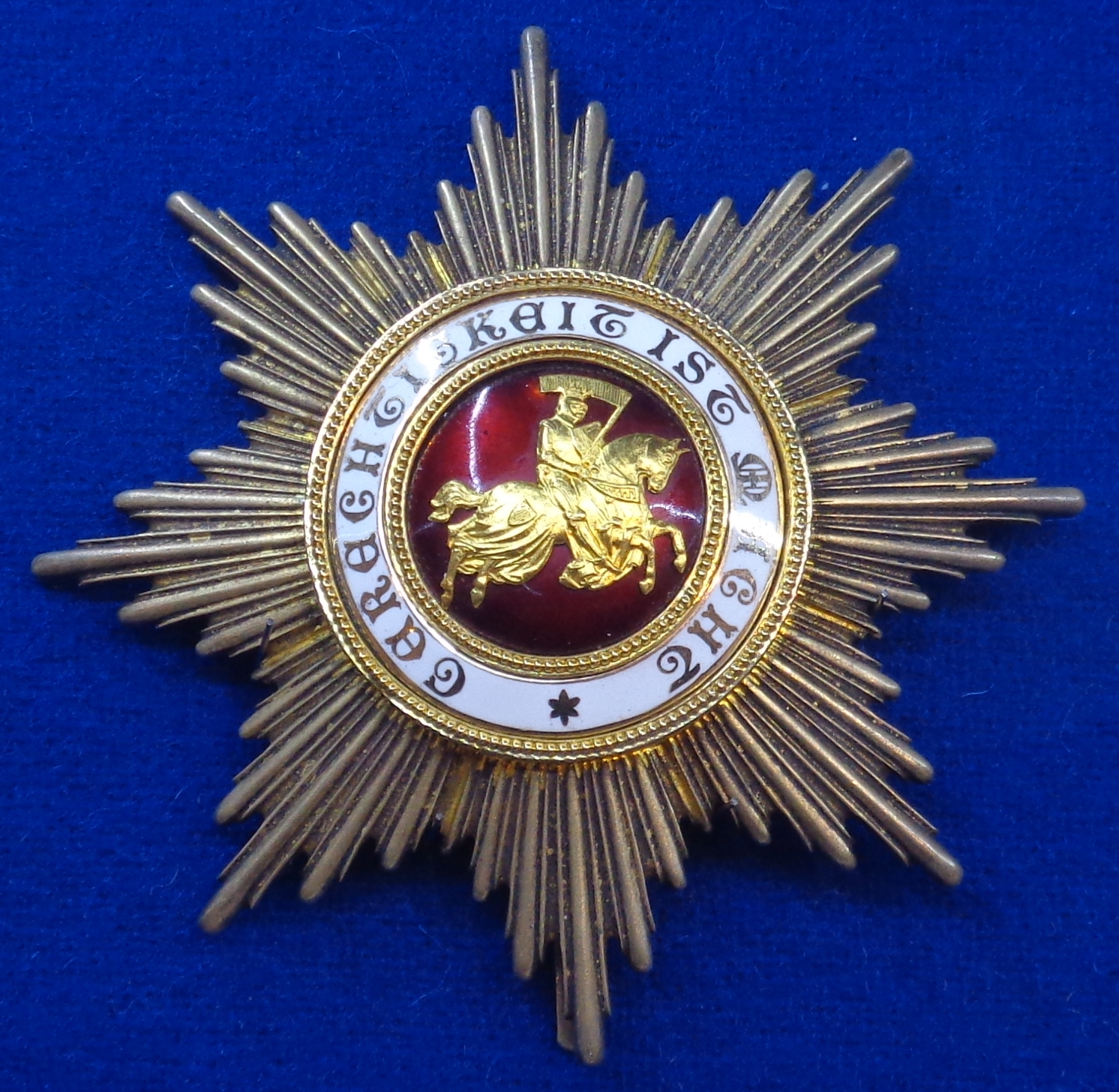
Звезда Большого креста
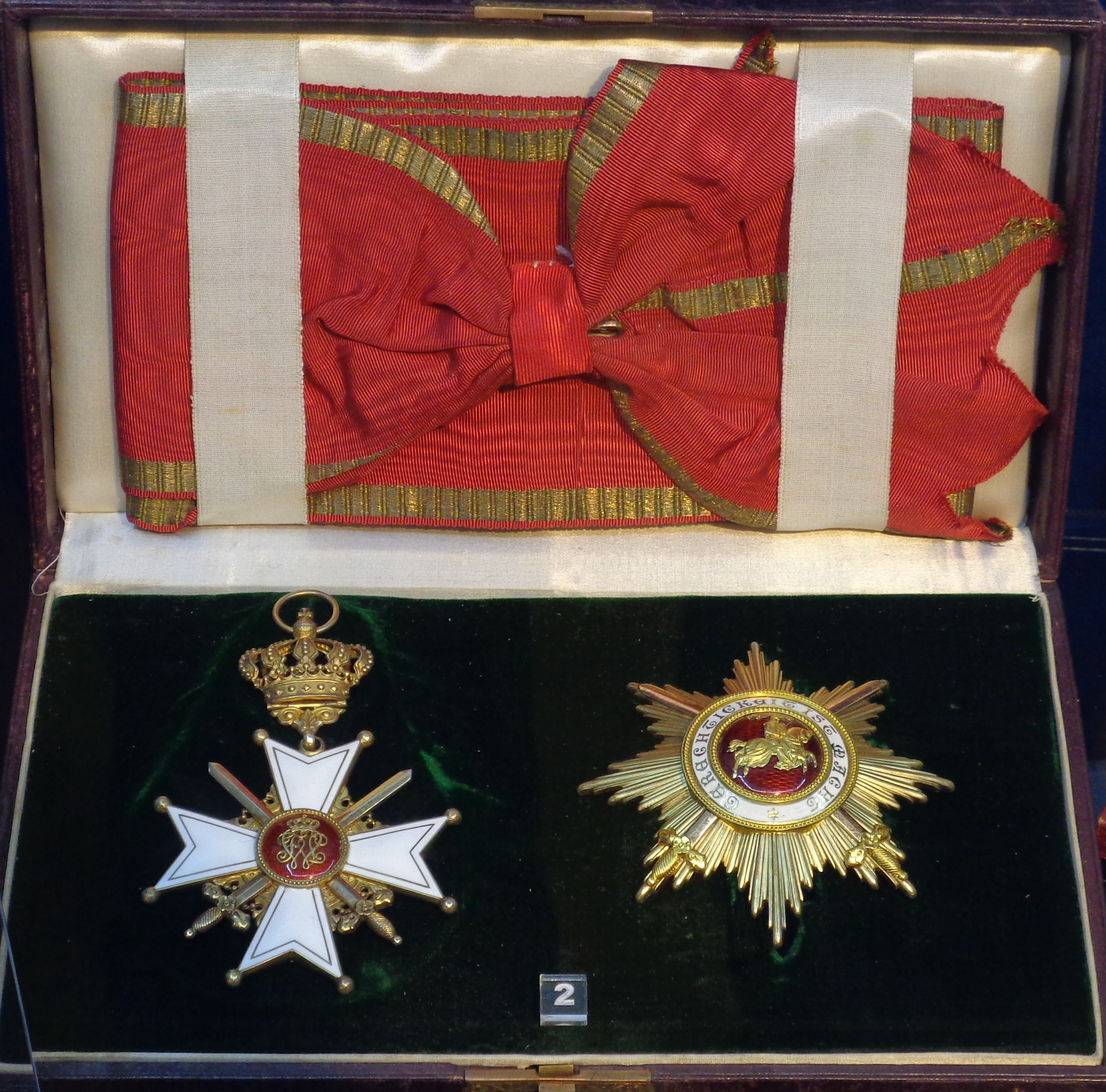
Знаки Большого креста с мечами
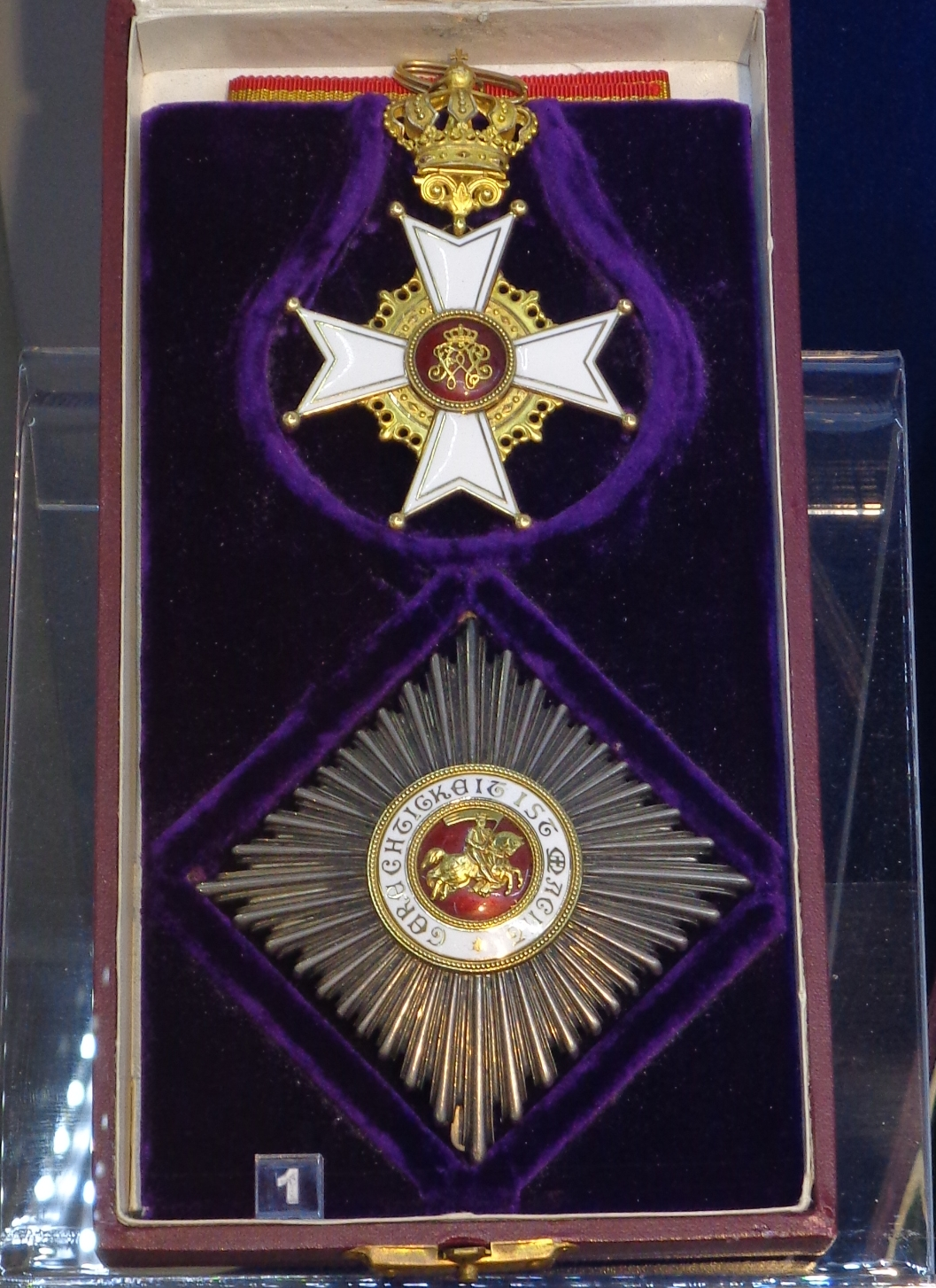
Знаки командора 1-го класса